# サトー・キルマン
メルテック・サトー・キルマン・リブトゥバヌ（英: Meltek Sato Kilman Livtuvanu、1957年12月30日 - ）は、バヌアツの政治家。歴代同国首相の中で最多の選出記録（5回）を持っている。但し、2期目は2011年に最高裁判所によってわずか1カ月で解任させられ、5期目は2023年10月6日に不信任決議が可決されやはり1カ月で解任させられた。マレクラ島選挙区の国会議員も務めている。

## 経歴
キルマンは2010年からハム・リニと共にサージ・ボオール政権の批判者として知られていたが、リニはボオールと連立政権を組むようになったため、キルマンが単独で野党指導者として知られるようになり、台湾との関係を確立しようとするボオール首相の政策を特に強く反対するようになった。2004年12月、キルマンはボオールを罷免し、リニを首相とする不信任動議を提出した。2004年12月13日に設立された新内閣では、キルマンはリニの副首相となり、外務大臣も兼任するという功績があった。キルマンは2007年7月下旬の内閣改造で政府から解任された。報道によると政府から騙し取った資金に関わる詐欺容疑によるもので、キルマンの政治秘書が関与したと言われている。
2008年の総選挙後、人民進歩党は閣外協力の一部として野党となった。閣外協力が野党または同盟の中で最大の議席を持っていたため、2009年3月にキルマンは野党党首に指名された。同年11月にはナタペイ政権の副首相に就任している。
2015年10月、モアナ・カーカス副首相と他の閣僚数人を含むキルマン政権の議員の半数が収賄罪で投獄された。キルマンは事件中、公にコメントすることを拒否し、有罪判決を受けた国会議員が投獄される直前まで政府閣僚としての地位に留まり続けることを認めた。危機下における同氏のリーダーシップの欠如と政府内の汚職の責任を取ることを拒否したことは広く批判され、辞任を求める声が広まった。
8月16日に議会はイシュマエル・カルサカウ首相に対する不信任決議が可決し、賛成27、反対23票でキルマンを後任の首相に選出。5回目の首相就任となった。しかし与野党拮抗の状態が続く中、数名の与党議員が辞職・停職の危機に直面したため過半数の賛成を見込めると判断した野党側はキルマン政権に対する不信任決議案を議会に提出。10月2日に議会が招集されたが与党議員ボイコットしたため定足数を満たせず、議会は10月6日まで開催されないこととなり、キルマン政権は時間稼ぎに追われた。10月6日、再開した議会で不信任決議が可決され、わずか1カ月で失職した。